# Courvières
Courvières település Franciaországban, Doubs megyében. Lakosainak száma 319 fő (2022. január 1.). Courvières Boujailles, Bief-du-Fourg, Censeau és Cuvier községekkel határos.

## Népesség
A település népességének változása:
| Lakosok száma | 215  | 194  | 233  | 217  | 294  | 311  | 315  | 315  | 319  | 319  |
|               | 1968 | 1982 | 1990 | 2006 | 2013 | 2015 | 2017 | 2019 | 2020 | 2022 |